# 7826 Kinugasa
7826 Kinugasa este un asteroid din centura principală de asteroizi.

## Descriere
7826 Kinugasa este un asteroid din centura principală de asteroizi. A fost descoperit pe 2 noiembrie 1991 la Kitami de Atsushi Takahashi și Kazuro Watanabe. Asteroidul prezintă o orbită caracterizată de o semiaxă mare de 2,36 ua, o excentricitate de 0,06 și o înclinație de 6,2° în raport cu ecliptica.